# Shahar Peer
Shahar Peer (hebräisch שחר פאר; * 1. Mai 1987 in Jerusalem; gelegentlich Shahar Pe'er transkribiert) ist eine ehemalige israelische Tennisspielerin.

## Karriere
2004 gewann Peer die Australian Open in der Juniorinnen-Konkurrenz. Im selben Jahr wurde sie Tennisprofi.
2006 gewann die Israelin die WTA-Turniere in Pattaya City, Prag und Istanbul. Zudem erreichte sie bei den French Open und den US Open das Achtelfinale. Am Ende des Jahres stand Peer auf Rang 20 der Weltrangliste. Im Jahr darauf erreichte Peer das Viertelfinale der Australian Open. Nach dem Turnier war sie die Nummer 15 der Welt. Bei den French Open erreichte sie erneut das Achtelfinale, wo sie Swetlana Kusnezowa unterlag. In Wimbledon scheiterte die Israelin in Runde drei. Bei den US Open unterlag sie im Viertelfinale Anna Tschakwetadse. 2008 nahm Peer an den Olympischen Spielen in Peking teil, schied aber sowohl im Einzel als auch im Doppel (mit Tzipora Obziler) früh aus.
Von Oktober 2005 bis Oktober 2007 leistete sie den obligatorischen Militärdienst in der israelischen Armee. Sie war die erste israelische Tennisspielerin, die in Doha 2008 an einem Profiturnier in den arabischen Golfstaaten teilnehmen durfte. Im Februar 2009 verweigerten ihr die Vereinigten Arabischen Emirate jedoch ein Einreisevisum, so dass sie ihren Start beim Turnier in Dubai kurzfristig absagen musste.
Shahar Peer spielte von 2002 bis 2016 für die israelische Fed-Cup-Mannschaft. In insgesamt 43 Begegnungen bestritt sie 76 Partien, davon 43 im Einzel und 33 im Doppel. Im Einzel konnte sie 28 und im Doppel 17 Partien siegreich beenden. Damit zählt sie neben Tzipora Obziler und Anna Smaschnowa zu den dienstältesten und erfolgreichsten Spielerinnen ihres Landes im Fed Cup.
Am 28. Februar 2017 beendete sie aufgrund anhaltender Verletzungsprobleme ihre Karriere.

## Turniersiege

### Einzel
| Nr. | Datum              | Turnier   | Kategorie         | Belag     | Finalgegnerin       | Ergebnis       |
| --- | ------------------ | --------- | ----------------- | --------- | ------------------- | -------------- |
| 1.  | 12. Februar 2006   | Pattaya   | WTA Tier IV       | Hartplatz | Jelena Kostanić     | 6:3, 6:1       |
| 2.  | 14. Mai 2006       | Prag      | WTA Tier IV       | Sand      | Samantha Stosur     | 4:6, 6:2, 6:1  |
| 3.  | 27. Mai 2006       | Istanbul  | WTA Tier III      | Sand      | Anastassija Myskina | 1:6, 6:3, 7:63 |
| 4.  | 20. September 2009 | Guangzhou | WTA International | Hartplatz | Alberta Brianti     | 6:3, 6:4       |
| 5.  | 27. September 2009 | Taschkent | WTA International | Hartplatz | Oqgul Omonmurodova  | 6:3, 6:4       |
| 6.  | 10. August 2013    | Suzhou    | WTA Challenger    | Sand      | Zheng Saisai        | 6:2, 2:6, 6:3  |

### Doppel
| Nr. | Datum     | Turnier  | Kategorie   | Belag     | Partnerin           | Finalgegnerinnen                      | Ergebnis  |
| --- | --------- | -------- | ----------- | --------- | ------------------- | ------------------------------------- | --------- |
| 1.  | Mai 2006  | Prag     | WTA Tier IV | Sand      | Marion Bartoli      | Ashley Harkleroad Bethanie Mattek     | 6:4, 6:4  |
| 2.  | Juli 2006 | Stanford | WTA Tier II | Hartplatz | Anna-Lena Grönefeld | Maria Elena Camerin Gisela Dulko      | 6:1, 6:4  |
| 3.  | Juli 2007 | Stanford | WTA Tier II | Hartplatz | Sania Mirza         | Anna Tschakwetadse Wiktoryja Asaranka | 6:4, 7:65 |

## Abschneiden bei Grand-Slam-Turnieren

### Einzel
| Turnier         | 2004 | 2005 | 2006 | 2007 | 2008 | 2009 | 2010 | 2011 | 2012 | 2013 | 2014 | 2015 | 2016 | Karriere |
| --------------- | ---- | ---- | ---- | ---- | ---- | ---- | ---- | ---- | ---- | ---- | ---- | ---- | ---- | -------- |
| Australian Open | —    | Q3   | 1    | VF   | 3    | 1    | 3    | 3    | 2    | 2    | 1    | Q3   | Q1   | VF       |
| French Open     | —    | 3    | AF   | AF   | 1    | —    | AF   | 1    | 2    | 1    | 1    | Q3   | —    | AF       |
| Wimbledon       | —    | 2    | 2    | 3    | AF   | 2    | 2    | 1    | 1    | Q3   | 1    | Q3   | —    | AF       |
| US Open         | Q2   | 3    | AF   | VF   | 1    | 3    | AF   | 2    | 1    | Q1   | 2    | Q1   | —    | VF       |

Zeichenerklärung: S = Turniersieg; F, HF, VF, AF = Einzug ins Finale / Halbfinale / Viertelfinale / Achtelfinale; 1, 2, 3 = Ausscheiden in der 1. / 2. / 3. Hauptrunde; Q1, Q2, Q3 = Ausscheiden in der 1. / 2. / 3. Runde der Qualifikation; n. a. = nicht ausgetragen

### Doppel
| Turnier         | 2005 | 2006 | 2007 | 2008 | 2009 | 2010 | 2011 | 2012 | 2013 | 2014 | 2015 | Karriere |
| --------------- | ---- | ---- | ---- | ---- | ---- | ---- | ---- | ---- | ---- | ---- | ---- | -------- |
| Australian Open | —    | 1    | 1    | F    | 1    | 2    | AF   | 2    | 1    | VF   | 1    | F        |
| French Open     | —    | AF   | AF   | VF   | —    | VF   | —    | 1    | —    | 1    | 2    | VF       |
| Wimbledon       | VF   | 2    | AF   | VF   | 2    | 2    | AF   | 1    | 1    | —    | —    | VF       |
| US Open         | 2    | 2    | AF   | 1    | AF   | AF   | 1    | 1    | 1    | 1    | —    | AF       |

### Mixed
| Turnier         | 2005 | 2006 | 2007 | 2008 | 2009 | 2010 | 2011 | 2012 | Karriere |
| --------------- | ---- | ---- | ---- | ---- | ---- | ---- | ---- | ---- | -------- |
| Australian Open | —    | 1    | —    | —    | 1    | —    | —    | —    | 1        |
| French Open     | —    | 1    | —    | —    | —    | —    | —    | —    | 1        |
| Wimbledon       | 1    | 2    | —    | —    | —    | —    | VF   | 2    | VF       |
| US Open         | —    | —    | —    | 1    | —    | —    | —    | —    | 1        |